# Mathildidae
Famille
Synonymes
- Mathildiidae Dall, 1889

Les Mathildidae sont une famille de mollusques gastéropodes de l'ordre des Heterostropha.

## Historique
La famille des Mathildidae est décrite en 1889 par William Healey Dall,. 

## Liste des genres
Selon World Register of Marine Species (12 octobre 2019) :
- Acrocoelum Cossmann, 1888 †
- Brookesena Finlay, 1926
- Clathrobaculus Cossmann, 1912 †
- Eomathilda Finlay & Marwick, 1937 †
- Mathilda  Semper, 1865
- Tuba Lea, 1833
- Turritellopsis G.O. Sars, 1878
- Veterator Laws, 1944 †

### Noms en synonymie
- Eucharilda Iredale, 1929, un synonyme de Mathilda Semper, 1865
- Fimbriatella Sacco, 1895, un synonyme de Mathilda Semper, 1865
- Gegania Jeffreys, 1884, un synonyme de Tuba Lea, 1833
- Granulicharilda Kuroda & Habe dans Kuroda, Habe & Oyama, 1971, un synonyme de Mathilda Semper, 1865
- Kaitangata Finlay & Marwick, 1937 †, un synonyme de Gegania Jeffreys, 1884, un synonyme de Tuba Lea, 1833
- Mathildona Iredale, 1929, un synonyme de Mathilda Semper, 1865
- Opimilda Iredale, 1929, un synonyme de Mathilda Semper, 1865
- Tubena Marwick, 1943, un synonyme de Gegania Jeffreys, 1884, un synonyme de Tuba Lea, 1833

### Publication originale
- (en) Dall, W.H. 1889. A preliminary catalogue of the shell-bearing marine mollusks and brachiopods of the southeastern coast of the United States, with illustrations of many of the species. Bulletin of the United States National Museum 37: 1–221, pls 1–74